# Сен-Жан-д'Анжелі (округ)
Округ Сен-Жан-д'Анжелі (фр. Arrondissement de Saint-Jean-d'Angély) — округ у Франції, в департаменті Приморська Шаранта. 2023 року округ об'єднував 110 муніципалітетів, населення становило 51 994 особи.
Адміністративний центр (супрефектура) — Сен-Жан-д'Анжелі.

## Муніципалітети
Список муніципалітетів округу та їхні коди INSEE:
1. Аннзе (17012)
2. Аннпон (17011)
3. Антезан-ла-Шапель (17013)
4. Аньєр-ла-Жиро (17022)
5. Аршенже (17017)
6. Базож (17035)
7. Баллан (17031)
8. Баньїзо (17029)
9. Берклу (17042)
10. Берне-Сен-Мартен (17043)
11. Біньє (17046)
12. Бланзак-ле-Мата (17048)
13. Бланзе-сюр-Бутонн (17049)
14. Бове-сюр-Мата (17037)
15. Бор (17053)
16. Бредон (17062)
17. Бризамбур (17070)
18. Брі-су-Мата (17067)
19. Варез (17459)
20. Верван (17467)
21. Верньє (17464)
22. Вільє-Кутюр (17477)
23. Вільморен (17473)
24. Вільнев-ла-Контесс (17474)
25. Віна (17478)
26. Вуассе (17481)
27. Гранжан (17181)
28. Гурвіллетт (17180)
29. Дамп'єрр-сюр-Бутонн (17138)
30. Деїй-сюр-ле-Міньйон (17139)
31. Ем (17188)
32. Ессувер (17277)
33. Жибурн (17176)
34. Жуїк (17198)
35. Контре (17117)
36. Крессе (17135)
37. Куавер (17114)
38. Куран (17124)
39. Курсель (17125)
40. Курсрак (17126)
41. Ла-Брусс (17071)
42. Ла-Вернь (17465)
43. Ла-Вільдьє (17471)
44. Ла-Жаррі-Одуен (17195)
45. Ла-Круа-Контесс (17137)
46. Ланд (17202)
47. Ле-Жик (17177)
48. Ле-Мен (17252)
49. Ле-Нує (17266)
50. Ле-Туш-де-Периньї (17451)
51. Лез-Егліз-д'Аржантей (17150)
52. Лез-Едю (17149)
53. Лозе (17213)
54. Луаре-сюр-Ні (17206)
55. Лузіньяк (17212)
56. Луле (17211)
57. Мазере (17226)
58. Маквіль (17217)
59. Массак (17223)
60. Мата (17224)
61. Мігре (17234)
62. Мон (17239)
63. Нантіє (17256)
64. Нашам (17254)
65. Невік-ле-Шато (17261)
66. Нере (17257)
67. Нюає-сюр-Бутонн (17268)
68. Ожак (17023)
69. Ольне (17024)
70. Омань (17025)
71. Отон-Ебеон (17026)
72. Пає (17271)
73. Приньяк (17290)
74. Пурсе-Гарно (17288)
75. Пюї-дю-Лак (17292)
76. Пюїроллан (17294)
77. Ромазьєр (17301)
78. Салень (17416)
79. Сен-Жан-д'Анжелі (17347)
80. Сен-Жорж-де-Лонгп'єрр (17334)
81. Сен-Жульєн-де-л'Еска (17350)
82. Сен-Ілер-де-Вільфранш (17344)
83. Сен-Лу (17356)
84. Сен-Манде-сюр-Бредуар (17358)
85. Сен-Марс'яль (17361)
86. Сен-Мартен-де-Жує (17367)
87. Сен-Парду (17381)
88. Сен-П'єрр-де-Жує (17383)
89. Сен-П'єрр-де-л'Іль (17384)
90. Сен-Савіньян (17397)
91. Сен-Северен-сюр-Бутонн (17401)
92. Сен-Фелікс (17327)
93. Сент-Мем (17374)
94. Сент-Уан (17377)
95. Сеньє (17422)
96. Соннак (17428)
97. Сьєк (17427)
98. Тайбур (17436)
99. Таян (17435)
100. Тернан (17440)
101. Тонне-Бутонн (17448)
102. Тор (17446)
103. Торксе (17450)
104. Феніу (17157)
105. Фонтен-Шаландре (17162)
106. Фонтене (17165)
107. Шамдолан (17085)
108. Шантемерль-сюр-ла-Суа (17087)
109. Шербоньєр (17101)
110. Шив (17105)